# Rhodiola
Rhodiola ist eine Pflanzengattung in der Familie der Dickblattgewächse (Crassulaceae). Die 40 bis 90 Arten sind in Europa, Sibirien, Ostasien und Nordamerika verbreitet.

## Beschreibung

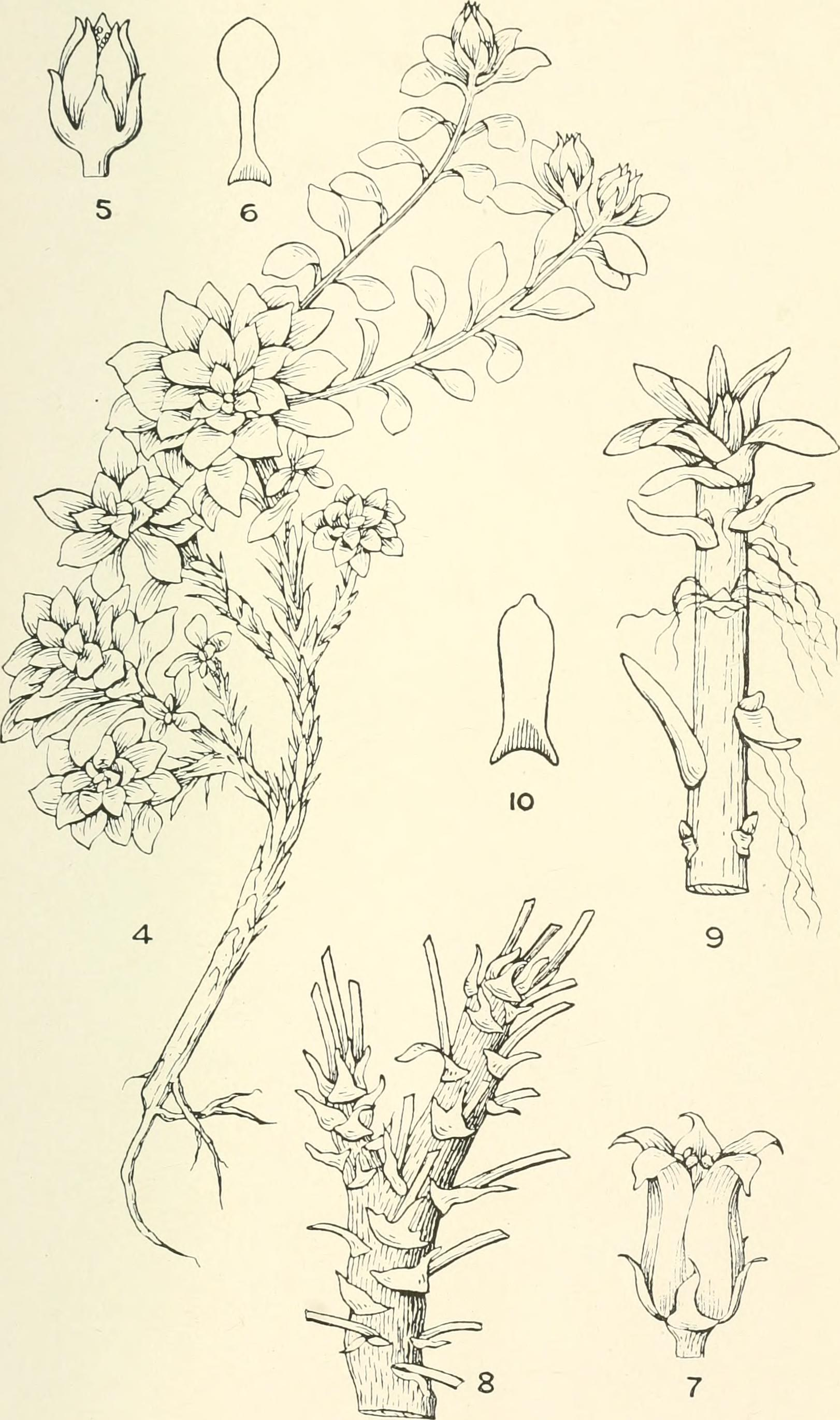
Illustration aus Transactions and proceedings of the Botanical Society of Edinburgh, 1891 von Rhodiola dumulosa

### Vegetative Merkmale
Die Arten der Gattung Rhodiola sind aufrechte bis kriechende, ausdauernde krautige Pflanzen. Sie besitzen gut ausgeprägte massive oder schlanke Rhizome. In der Nähe der Triebspitzen sitzen Laubblätter und/oder Schuppenblätter. Die einfachen, meist flachen Blätter sind krautig bis etwas fleischig und sind wechselständig angeordnet.

### Generative Merkmale
Die einjährigen, manchmal etwas ausdauernden, unverzweigten Blütentriebe erscheinen aus den Blattachseln der Schuppenblätter, selten auch aus den Achseln der grundständigen Laubblätter. Der endständige Blütenstand ist für gewöhnlich zymös oder zu einzelnen gestielten Blüten reduziert; selten ist er traubig. Meist sind laubige Brakteen vorhanden.
Die meist zwittrigen oder seltener eingeschlechtigen Blüten sind vier- bis fünfzählig (selten sechszählig) und obdiplostemon. Bei zweihäusigen Arten stehen sich bei männlichen Pflanzen Kronblätter und Fruchtknoten gegenüber, bei weiblichen Pflanzen wechseln sie sich ab. Bei den einhäusigen und zwittrigen Arten stehen sich Kronblätter und Fruchtblätter immer gegenüber. Die fleischigen Kelch meist nur an ihrer Basis verwachsen; bei weiblichen Pflanzenexemplaren ist eine Röhre mit vier bis fünf (selten sechs) mehr oder weniger gleichen Kelchzipfeln ausgebildet. Die weißen, rötlichen,  tief purpurroten oder hellgelb bis grünlichen Kronblätter sind nicht miteinander verwachsen; sie sind bei weiblichen Pflanzenexemplaren immer länger als die Kelchblätter. Es sind doppelt soviele Staubblätter wie Kronblätter vorhanden. Die Staubbeutel sind meist basifix, d. h., sie sind an der Basis mit den Staubfäden verwachsen. Die Nektarschüppchen sind linealisch-länglich bis halbkreisförmig. Es sind gleich viele Fruchtblätter wie Kronblätter vorhanden. Die oberständigen bis halbunterständigen Fruchtblätter sind meist nur an ihrer Basis miteinander verwachsen. Der schlanke Griffel endet in einer endständigen und papillaten Narbe. Die Samenanlagen sind anatrop.
Die aufrechten Balgfrüchte sind trocken und enthalten viele Samen. Die bräunlichen und längs gestreiften Samen sind kleiner als 3 Millimeter und etwas spindelförmig, verkehrt-lanzettlich oder birnenförmig.

## Systematik und Verbreitung

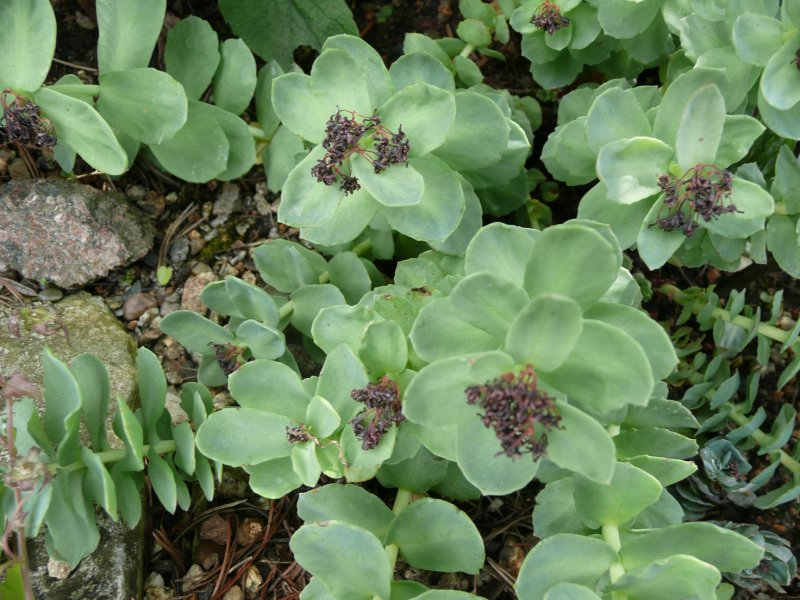
Untergattung Clementsia: Rhodiola rhodantha

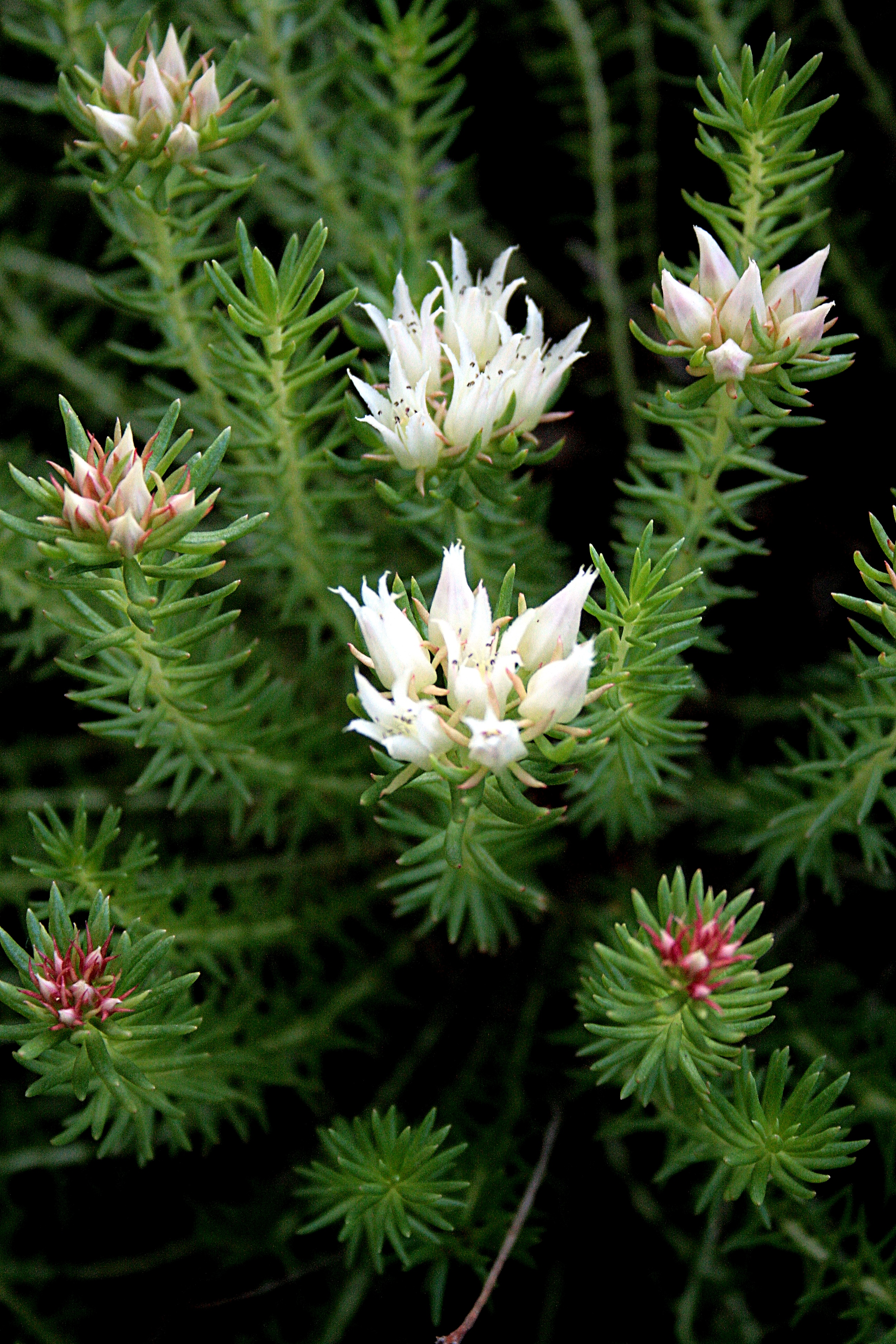
Untergattung Crassipedes: Rhodiola dumulosa

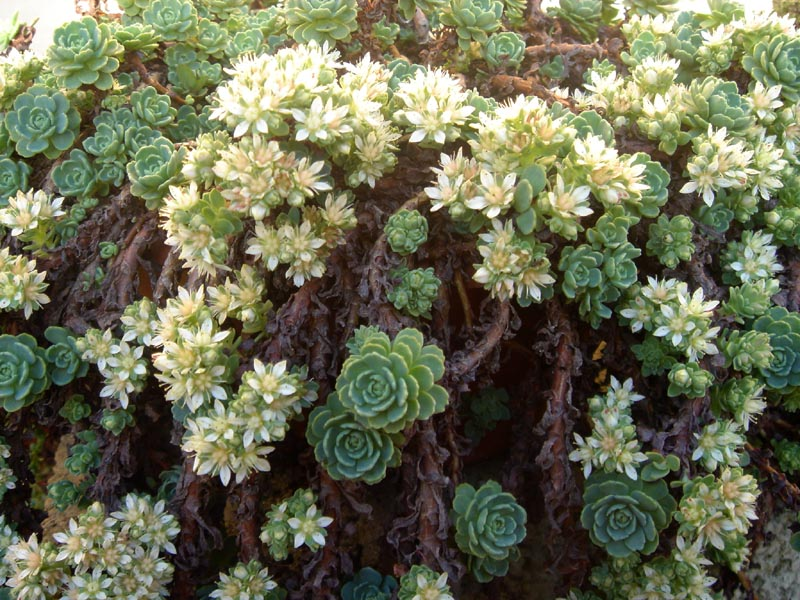
Untergattung Primuloides: Rhodiola pachyclados

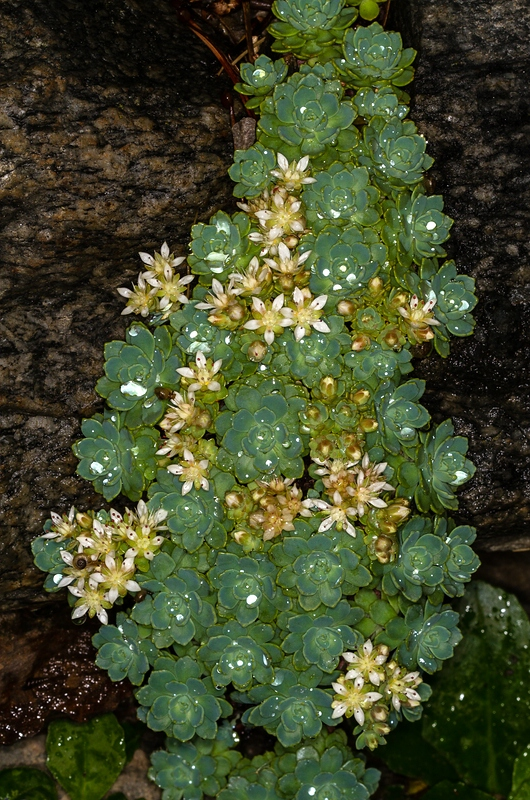
Untergattung Primuloides: Rhodiola pachyclados

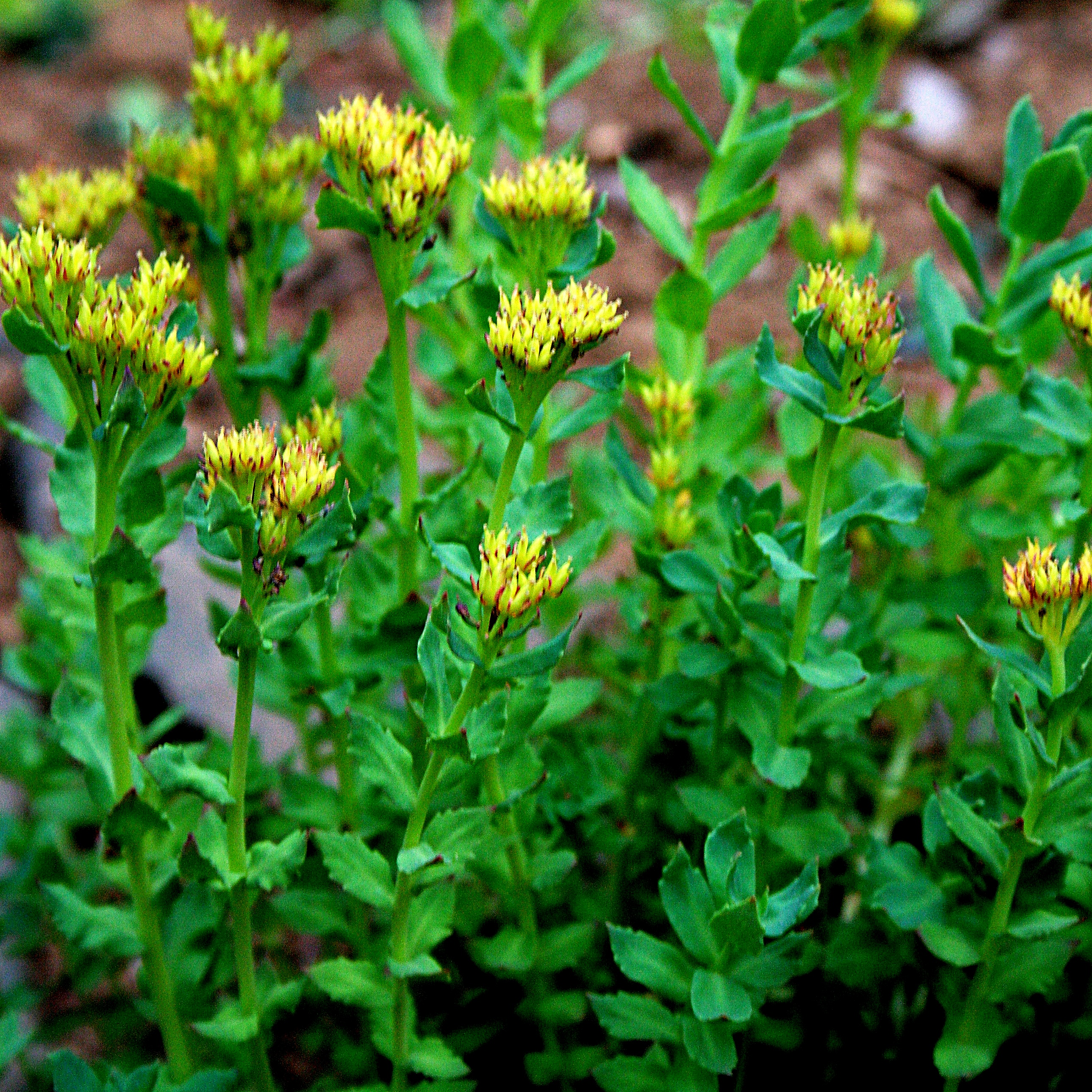
Untergattung Rhodiola: Rhodiola angusta

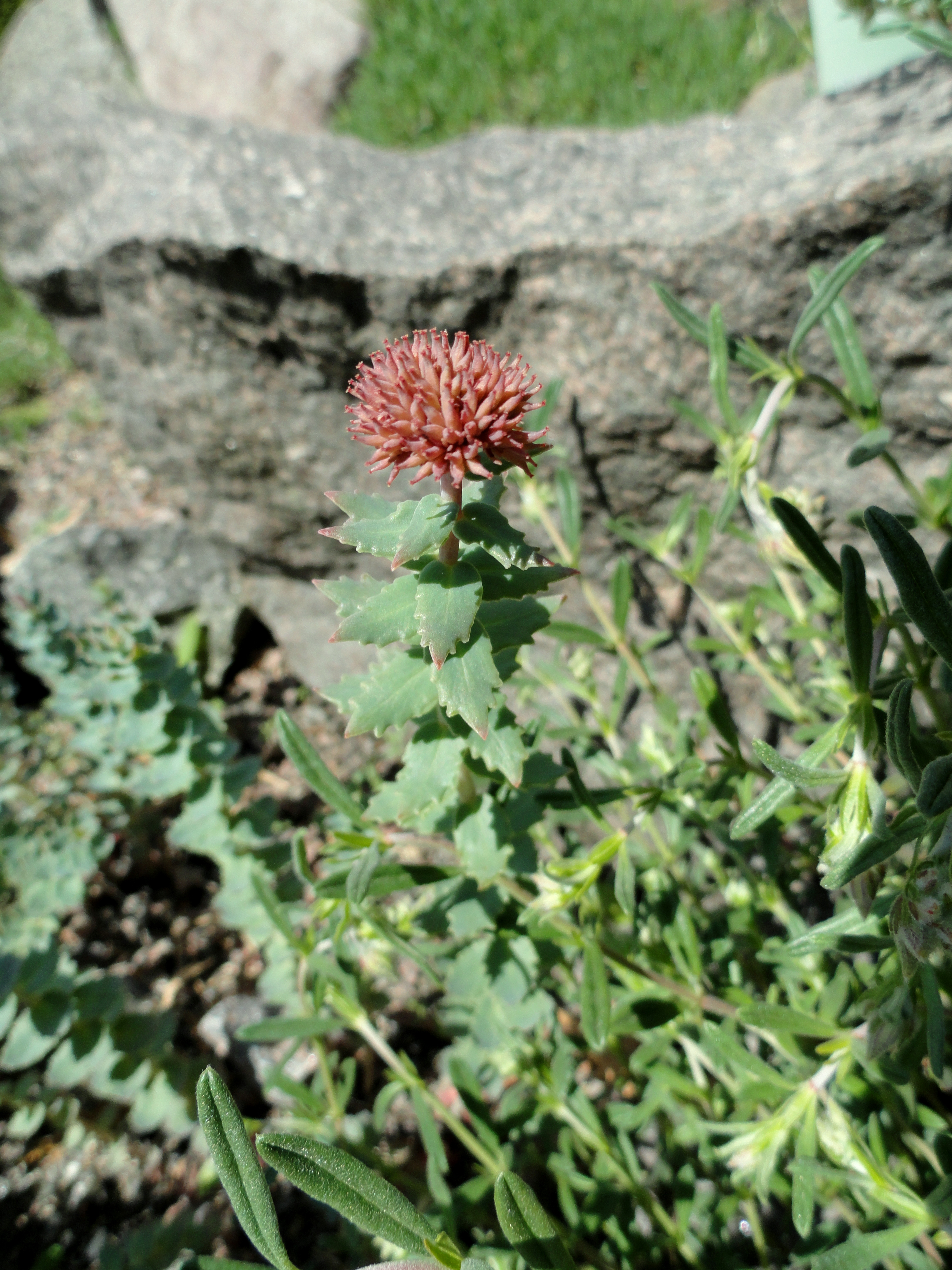
Untergattung Rhodiola: Rhodiola heterodonta

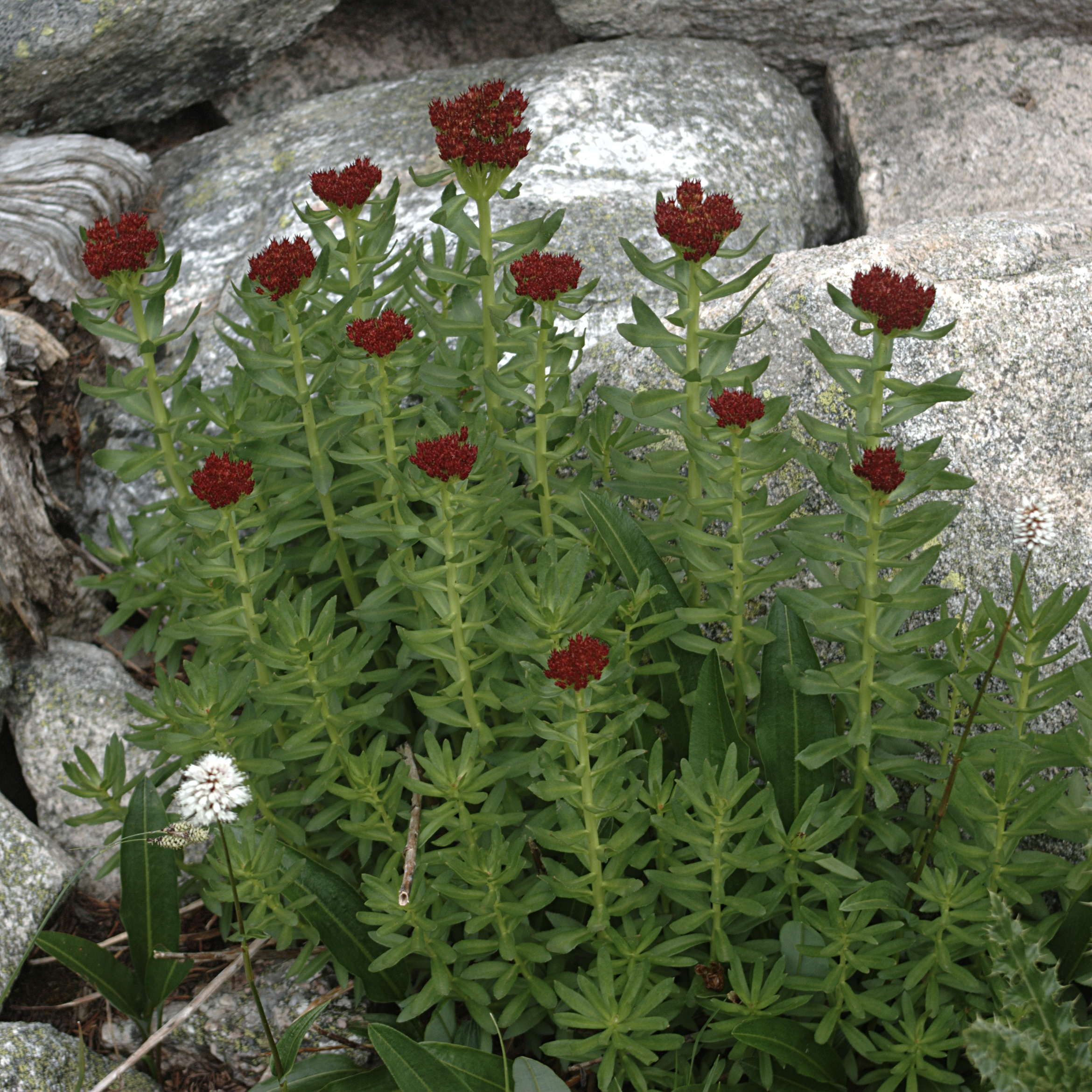
Untergattung Rhodiola: Rhodiola integrifolia

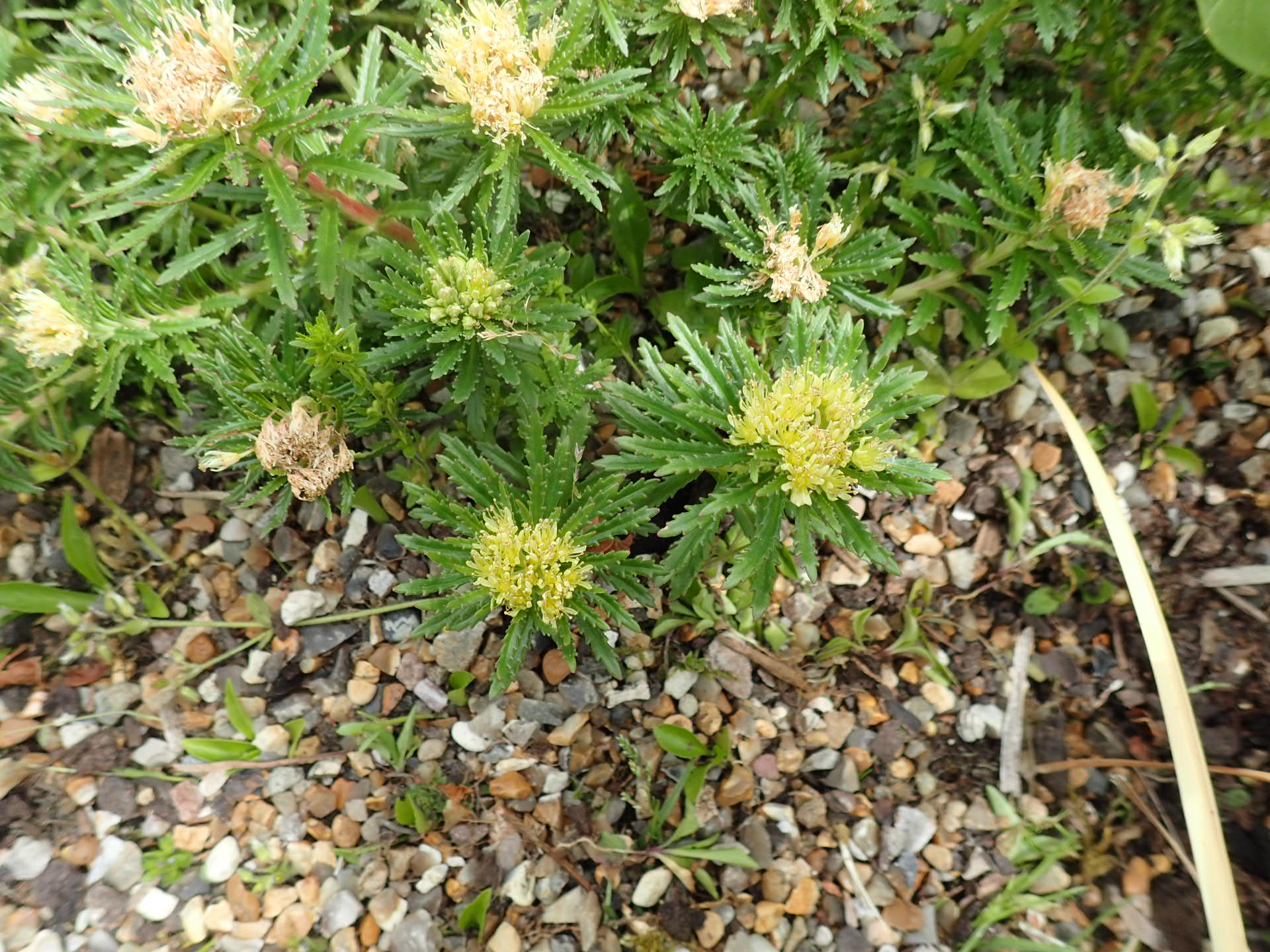
Untergattung Rhodiola: Rhodiola macrocarpa

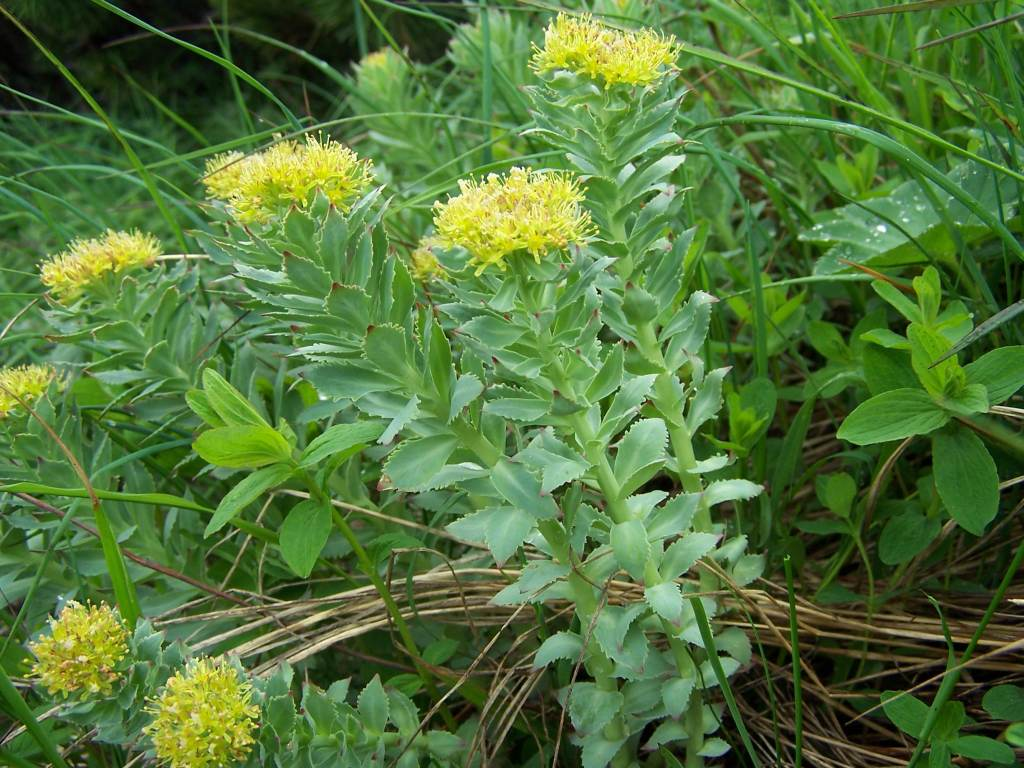
Untergattung Rhodiola: Rosenwurz (Rhodiola rosea)

Die Gattung Rhodiola wurde 1753 durch Carl von Linné in Species Plantarum, Tomus II, S. 1035 aufgestellt. Der botanische Name der Gattung Rhodiola leitet sich vom griechischen Wort rhodon für „Rose“ und dem lateinischen Diminutiv -iola ab und verweist auf die nach Rosen duftenden unterirdischen Pflanzenteile. Typusart ist Rhodiola rosea L. Ein Homonym ist Rhodiola Lour.; es wurde 1790 in Flora Cochinchinensis, S. 627 veröffentlicht. Synonyme für Rhodiola L. sind Chamaerhodiola Nakai, Clementsia Rose.
Die Gattung Rhodiola ist in Europa, Sibirien, Ostasien und Nordamerika vor allem in subarktischen und alpinen Gebieten verbreitet. In der Flora of China sind 55 Arten gelistet, 16 Arten davon kommen nur in China vor. Das Zentrum der Artenvielfalt ist das Qinghai-Tibet-Plateau.
Nach Hideaki Ohba (* 1943) wird die Gattung Rhodiola 2003 in vier Untergattungen mit folgenden Sektionen untergliedert und enthält je nach Autor 40 bis 90 (bis zu 96 oder 100) Arten:
- Untergattung Clementsia (Rose) H.Ohba: Es gibt nur zwei Arten:[2]
  - Rhodiola rhodantha (A.Gray) H.Jacobsen: Sie gedeiht von 2000 bis 4200 Metern in den US-Bundesstaaten Colorado, Montana, Wyoming, New Mexico, Arizona sowie Utah.[2]
  - Rhodiola semenovii (Regel & Herder) Boriss.: Sie kommt in Kasachstan und westlichen Xinjiang[1]

- Untergattung Crassipedes (Praeger) H.Ohba
  - Rhodiola algida (Ledeb.) Fisch. & C.A.Mey.: Sie kommt nur im Gorno-Altay und in der nordwestlichen Mongolei vor.[8]
  - Rhodiola amabilis (H.Ohba) H.Ohba
  - Rhodiola chrysanthemifolia (H.Lév.) S.H.Fu: Je nach Autor gibt es Unterarten (die in der Flora of China als Arten angesehen werden):
    - Rhodiola chrysanthemifolia (H.Lév.) S.H.Fu subsp. chrysanthemifolia: Sie kommt im südwestlichen Sichuan und im nordwestlichen Yunnan in Höhenlagen von 3200 bis 4200 Metern vor.[1]
    - Rhodiola chrysanthemifolia subsp. liciae (Raym.-Hamet) H.Ohba (Syn.: Rhodiola liciae (Raym.-Hamet) S.H.Fu): Sie kommt in Yunnan vor.[1]
    - Rhodiola chrysanthemifolia subsp. sacra (Raym.-Hamet) H.Ohba (Syn.: Rhodiola sacra (Prain ex Raym.-Hamet) S.H.Fu): Sie kommt Nepal, Tibet und im südöstlichen Qinghai vor.[1]
    - Rhodiola chrysanthemifolia subsp. sexifolia (Fu) H.Ohba (Syn.: Rhodiola sexifolia S.H.Fu): Sie kommt im östlichen Tibet in Höhenlagen von 3500 bis 4100 Metern vor.[1]

  - Rhodiola dumulosa (Franch.) Fu: Sie kommt in Bhutan, Myanmar, in der Inneren Mongolei und in den chinesischen Provinzen Gansu, Hebei, Hubei, Jilin, Qinghai, Shaanxi, Shanxi, Sichuan sowie Yunnan vor.[1]
  - Rhodiola nepalica (H.Ohba) H.Ohba
  - Rhodiola sinuata (Royle ex Edgew.) Fu: Sie kommt in Pakistan, Indien, Nepal, Tibet und im nordwestlichen Yunnan vor.[1][9]
  - Rhodiola stephanii Trautv. & C.A. Mey.: Sie kommt in Russland und in China vor.[1]
  - Rhodiola wallichiana (Hook. f.) S.H.Fu: Die etwa zwei Varietäten sind im nördlichen Indien, in Pakistan, Sikkim, Bhutan, Nepal, Myanmar, im südöstlichen Tibet und in den chinesischen Provinzen westliches Sichuan sowie westliches Yunnan verbreitet.[1][9]

- Untergattung Primuloides (Praeger) H.Ohba
  - Sektion Hobsonia (H.Ohba) H.Ohba
    - Rhodiola hobsonii (Prain ex Raym.-Hamet) S.H.Fu: Sie kommt in Bhutan, Sikkim und in Tibet vor.[1]

  - Sektion Primuloides (Praeger) S.H.Fu
    - Rhodiola handelii H.Ohba: Sie ist nur aus der Typusaufsammlung in Sichuan bekannt.[1]
    - Rhodiola humilis Fu: Sie kommt in Nepal, Sikkim, in Tibet und in Qinghai vor.[1]
    - Rhodiola pachyclados (Aitch. ex Hemsl.) H.Ohba: Sie kommt in Afghanistan sowie Pakistan vor. Sie kommt wohl nur im Kurramtal vor.[9]
    - Rhodiola primuloides (Franch.) S.H.Fu: Es gibt etwa zwei Unterarten:[1]
      - Rhodiola primuloides subsp. kongboensis H.Ohba: Dieser Endemit gedeiht auf Felsen in Tälern in Höhenlagen von etwa 2500 Metern nur im südliches Tibet.[1]
      - Rhodiola primuloides (Franch.) S.H.Fu subsp. primuloides: Sie gedeiht auf Felsen an Hängen in Höhenlagen von 2500 bis 4400 Metern in den chinesischen Provinzen südöstliches Qinghai, südwestliches Sichuan sowie westliches Yunnan.[1]

    - Rhodiola saxifragoides (Fröd.) H.Ohba: Sie gedeiht auf Felsen und in Felsspalten in Höhenlagen von 2500 bis 3200 Metern in Kashmir und im pakistanischen Gilgit sowie Baltistan.[9]

  - Sektion Smithia (H.Ohba) H.Ohba
    - Rhodiola smithii (Raym.-Hamet) S.H. Fu: Sie kommt in Sikkim und im südlichen Tibet vor.[1]

- Untergattung Rhodiola
  - Sektion Pseudorhodiola (Diels) H.Ohba
    - Rhodiola yunnanensis (Franch.) S.H.Fu: Es gibt etwa zwei Unterarten:
      - Rhodiola yunnanensis subsp. forrestii (Raym.-Hamet) H.Ohba: Sie kommt im westlichen Sichuan und im nordwestlichen Yunnan in Höhenlagen von 2900 bis 4000 Metern vor.[1]
      - Rhodiola yunnanensis (Franch.) S.H.Fu subsp. yunnanensis: Sie gedeiht in Wäldern an Hängen in Höhenlagen von 1000 bis 4000 Metern in Tibet und in den chinesischen Provinzen Gansu, Guizhou, Henan, Hubei, Shaanxi, Sichuan sowie Yunnan.[1]

  - Sektion Rhodiola
    - Rhodiola alsia (Fröd.) S.H.Fu: Es gibt etwa zwei Unterarten:[1]
      - Rhodiola alsia (Fröd.) S.H. Fu subsp. alsia: Sie gedeiht in Höhenlagen von 3400 bis 4800 Metern in Tibet und in den chinesischen Provinzen Sichuan sowie Yunnan.[1]
      - Rhodiola alsia subsp. kawaguchii H.Ohba: Sie gedeiht in Höhenlagen von 4400 bis 4600 Metern in Tibet.[1]

    - Rhodiola angusta Nakai: Sie kommt in Russland, Korea und in der chinesischen Provinz Heilongjiang vor.[1]
    - Rhodiola atsaensis (Fröd.) H.Ohba: Sie kommt in Indien und in Tibet vor.[1]
    - Rhodiola bupleuroides (Wall. ex Hook.f. & Thomson) Fu: Je nach Autor gibt es etwa zwei Varietäten:
      - Rhodiola bupleuroides (Wall. ex Hook.f. & Thomson) Fu var. bupleuroides: Sie kommt in Bhutan, Nepal, Sikkim, Pakistan, Myanmar, Tibet und in den chinesischen Provinzen westliches Sichuan sowie nordwestliches Yunnan vor.[1][9]
      - Rhodiola bupleuroides var. parva (Fröd.) H.Ohba

    - Rhodiola calliantha (H.Ohba) H.Ohba: Sie kommt in Nepal und in Tibet vor.[1]
    - Rhodiola crenulata (Hook. f. & Thomson) H.Ohba: Sie kommt in Bhutan, Nepal, Sikkim, Tibet und in den chinesischen Provinzen Qinghai, Sichuan sowie Yunnan vor.[1]
    - Rhodiola cretinii (Raym.-Hamet) H.Ohba: Es gibt etwa zwei Unterarten:[1]
      - Rhodiola cretinii (Raym.-Hamet) H.Ohba subsp. cretinii: Sie, im nordöstlichen Indien, in Bhutan, Nepal, Sikkim und in Tibet vor.[1]
      - Rhodiola cretinii subsp. sinoalpina (Fröd. ex Hand.-Mazz.) H.Ohba: Sie gedeiht in Höhenlagen von 4300 bis 4400 Metern nur im nordwestlichen Yunnan.[1]

    - Rhodiola discolor (Franch.) Fu: Sie kommt in Nepal, Sikkim, im westlichen Sichuan, im südöstlichen Tibet und im nordwestlichen Yunnan vor.[1]
    - Rhodiola heterodonta (Hook. f. & Thomson) Boriss.: sie ist im Iran, in Afghanistan, Pakistan, West-Himalaya, in der Mongolei, Tadschikistan, Tibet und Xinjiang verbreitet.[1][9]
    - Rhodiola integrifolia Raf.: Die etwa vier Unterarten sind auf der Nordhalbkugel in der Arktis, in Sibirien, Alaska, Kanada sowie in den USA verbreitet:[2]
      - Rhodiola integrifolia Raf. subsp. integrifolia: Sie ist von Alaska über Kanada bis zu den USA und in Russlands Fernem Osten weitverbreitet.[2]
      - Rhodiola integrifolia subsp. leedyi (Rosend. & J.W.Moore) Kartesz: Sie gedeiht in Höhenlagen von 100 bis 400 Metern nur in den US-Bundesstaaten westliches New York sowie südöstliches Minnesota.[2]
      - Rhodiola integrifolia subsp. neomexicana (Britton) H.Ohba: Dieser Endemit kommt nur in der Sierra Blanca im Lincoln County in New Mexico vor. Diese gefährdete Art gedeiht in Höhenlagen von 3300 bis 3600 Metern.[2]
      - Rhodiola integrifolia subsp. procera (R.T.Clausen) Kartesz

    - Rhodiola ishidae (Miyabe & Kudô) Hara
    - Rhodiola junggarica Chang Y.Yang & N.R.Cui: Sie gedeiht in Höhenlagen von 2500 bis 2700 Metern nur im westlichen Xinjiang.[1]
    - Rhodiola kirilowii (Regel) Regel ex Maxim.: Sie ist in Kasachstan, Myanmar, Tibet und in den chinesischen Provinzen Gansu, Hebei, Qinghai, Shaanxi, Shanxi, Sichuan, Xinjiang sowie Yunnan verbreitet.[1]
    - Rhodiola lobulata (Singh & Bhattacharyya) H.Ohba (Syn.: Rhodiola imbricata var. lobulata N.B.Singh & U.C.Bhattach.)
    - Rhodiola ludlowii H.Ohba
    - Rhodiola macrocarpa (Praeger) Fu: Sie kommt in Myanmar, im südöstlichen Tibet und in den chinesischen Provinzen Gansu, Qinghai, Shaanxi, Sichuan und nordwestliches Yunnan vor.[1]
    - Rhodiola marginata Grierson
    - Rhodiola purpureoviridis (Praeger) Fu: Sie kommt im südlichen Tibet, im westlichen Sichuan und nordwestlichen Yunnan in Höhenlagen zwischen 2500 und 4100 Metern vor.[1] Mit den Unterarten:
      - Rhodiola purpureoviridis subsp. phariensis (H.Ohba) H.Ohba: Südliches Tibet.[1]
      - Rhodiola purpureoviridis (Praeger) Fu subsp. purpureoviridis

    - Rosenwurz[10] (Rhodiola rosea L., Syn.: Rhodiola imbricata Edgew.); Heimat: Europa, Sibirien, Amurgebiet, Sachalin, Kamtschatka, Mongolei, Himalaya, China, Kanada, Grönland
    - Rhodiola serrata H.Ohba: Sie kommt in Indien und im südlichen Tibet vor.[1]
    - Rhodiola sherriffii H.Ohba: Sie kommt in Bhutan, Sikkim und in Tibet vor.[1]
    - Rhodiola subopposita (Maxim.) H.Jacobsen: Sie gedeiht in Höhenlagen von 3800 bis 4100 Metern in den chinesischen Provinzen Gansu sowie nordöstlichen Qinghai vor.[1]
    - Rhodiola tangutica (Maxim.) S.H.Fu: Sie gedeiht in Höhenlagen von 2100 bis 4700 Metern in den chinesischen Provinzen Gansu, Qinghai sowie Sichuan.[1]
    - Rhodiola wenchuanensis Tao Li & Hao Zhang: Sie wurde 2010 erstbeschrieben. Sie gedeiht in Höhenlagen von 3800 bis 4100 Metern 3600 bis 3700 Metern im westlichen Sichuan nur im Balang Shan sowie Wenchuan.[1][5]

- - Sektion Prainia (H.Ohba) H.Ohba
    - Rhodiola prainii (Raym.-Hamet) H.Ohba: Sie kommt im nordöstlichen Indien, in Nepal, Sikkim und in Tibet vor.[1]
    - Rhodiola stapfii (Raym.-Hamet) Fu: Sie kommt im nordöstlichen Indien, in Bhutan und im südlichen Tibet vor.[1]

  - Sektion Chamaerhodiola (Fischer) C.A.Meyer
    - Rhodiola atuntsuensis (Praeger) Fu: Sie kommt im nördlichen Myanmar und in den chinesischen Provinzen westliches Sichuan sowie nordwestliches Yunnan vor.[1]
    - Rhodiola coccinea (Royle) Boriss.: Es gibt etwa zwei Unterarten:[1]
      - Rhodiola coccinea (Royle) Boriss. subsp. coccinea: Sie kommt in Afghanistan, Kaschmir, Pakistan, im nordwestlichen Indien, in Bhutan, Nepal, Tibet und in den chinesischen Provinzen Gansu, Qinghai, Sichuan sowie Xinjiang vor.[1][9]
      - Rhodiola coccinea subsp. scabrida (Franch.) H.Ohba: Sie kommt in Sikkim, Pakistan und in den chinesischen Provinzen westliches Sichuan bis nordwestliches Yunnan vor.[1][9]

    - Rhodiola fastigiata (Hook. f. & Thomson) Fu: Sie kommt in Bhutan, Indien, Pakistan, Kaschmir, Nepal, Sikkim, Tibet in Sichuan und Yunnan vor.[1]
    - Rhodiola gelida Schrenk: Sie kommt in Russland, in der Mongolei, in Tadschikistan und in Xinjiang vor.[1][9]
    - Rhodiola himalensis (D. Don) Fu: Je nach Autor gibt etwa drei Unterarten:[1]
      - Rhodiola himalensis (D. Don) Fu subsp. bouvieri (Raym.-Hamet) H.Ohba (Syn.: Rhodiola hookeri Fu)
      - Rhodiola himalensis subsp. himalensis: Sie kommt in Bhutan, Nepal, Sikkim, Tibet und in den chinesischen Provinzen nordwestliches Sichuan sowie Yunnan vor.[1]
      - Rhodiola himalensis subsp. taohoensis (Fu) H.Ohba: Sie gedeiht an schattigen Hängen in Höhenlagen von 2600 bis 3800 Metern in den chinesischen Provinzen südliches Gansu (nur im Jonê Xian sowie Lintan Xian) und Qinghai.[1]

    - Rhodiola kashgarica Boriss.: Sie kommt in Kasachstan und im südwestlichen Xinjiang vor.[1]
    - Rhodiola litwinovii Boriss.: Sie kommt in Usbekistan, in der Mongolei und in Xinjiang vor.[1]
    - Rhodiola nobilis (Franch.) Fu: Sie kommt in Myanmar und im nordwestlichen Yunnan vor.[1]
    - Rhodiola pamiroalaica Boriss.: Sie kommt in Tadschikistan und im westlichen Xinjiang vor.[1]
    - Rhodiola quadrifida (Pallas) Fisch. & C.A.Mey.: Sie kommt in Europa nur im Ural vor.[11] In Asien kommt sie Pakistan, in der Mongolei, in Russland, in Kasachstan und in Xinjiang vor.[1][9]
    - Rhodiola recticaulis Boriss.: Sie kommt im Iran, in Tadschikistan, Kasachstan, Pakistan, Kaschmir und Xinjiang vor.[1][9]
    - Rhodiola tibetica (Hook. f. & Thomson) Fu: Sie kommt in Afghanistan, Pakistan, Indien und im südwestlichen Tibet vor.[1][9]

## Nutzung
Einige Rhodiola-Arten, besonders Rhodiola crenulata sowie Rhodiola rosea werden in Europa und Asien in der Volksmedizin verwendet. Rhodiola-Arten können auch gegessen werden. Das Potential von Rhodiola-Arten in der Kosmetik wird untersucht. Das Sammeln zur Nutzung aus Wildbeständen gefährdet aber einige Arten. Die Inhaltsstoffe werden untersucht, auch um die Wildbestände vor Sammeln zu entlasten.

## Nachweise